# Гидроабразивная резка

Схема установки гидроабразивной резки. 1 — подвод воды под высоким давлением, 2 — Сопло, 3 — подача абразива, 4 — смеситель, 5 — кожух, 6 — режущая струя, 7 — разрезаемый материал.

Гидроабразивная резка — вид обработки материалов резанием, где в качестве режущего инструмента вместо резца используется струя воды или суспензия абразивного материала в воде, испускаемая с высокой скоростью и под высоким давлением. В природе подобный процесс, протекающий естественным образом, называется водной эрозией.

## История
Первые попытки использования струи воды в промышленности были осуществлены в 30-х годах XX столетия американскими и советскими инженерами для выемки камня, руды и угля. Серьёзным импульсом развития технологии резки струёй воды под высоким давлением послужило её использование в авиастроительной и аэрокосмической индустрии.
Технология гидроабразивной резки материалов (ГАР) существует уже более 40 лет. История появления технологии уходит своими корнями в 50-е годы XX столетия. Наиболее активно исследования в этой области велись в СССР в 1940-х годах, но затем почему-то заглохли. Затем в 1979 году в США специалисты попробовали добавлять в струю абразивный песок, благодаря чему её режущие свойства многократно увеличились. В 1980 году был спроектирован и запущен первый прототип гидроабразивного станка, а в 1983 году началось серийное производство оборудования и комплектующих для ГАР.
Процесс резки происходит в результате эрозионного воздействия на материал струи воды с твёрдыми абразивными частицами, подающейся под сверхвысоким давлением. На сегодняшний день технология ГАР по праву относится к числу наиболее динамично развивающихся способов раскроя материалов и составляет серьёзную конкуренцию таким традиционным технологиям, как лазерная и плазменная резка, а также механообработка. Гидроабразивная струя по своим физическим характеристикам представляет собой идеальный режущий инструмент, не имеющий износа. Диаметр струи может составлять 0,5 – 1,5 мм (в зависимости от типа используемых дюз и смешивающих трубок), благодаря чему отход обрабатываемого материала минимален, рез можно начинать в любой точке по контуру любой сложности. Отсутствие теплового и механического (деформирующего) воздействия – ещё одно достоинство ГАР, благодаря которому исходные физико-механические характеристики обрабатываемого материала остаются без изменений. Процесс гидроабразивной резки экологически чист и абсолютно пожаробезопасен, поскольку исключена вероятность горения / плавления материала и образования вредных испарений. Для некоторых видов материалов – керамика, композиты, многослойные и сотовые конструкции - не существует технологии обработки, альтернативной ГАР. Впечатляющим является и диапазон обрабатываемых толщин – 0,1 мм – 300 мм и выше, что делает станок гидроабразивной резки подчас жизненно необходимым инструментом в таких сферах, как машиностроение, инструментальное производство, авиационно-космическая промышленность, производство продукции для оборонной и транспортной промышленности, камнеобработка.

## Описание технологии гидроабразивной резки
В основе технологии гидроабразивной резки лежит принцип эрозионного воздействия смеси высокоскоростной водяной струи и твёрдых абразивных частиц на обрабатываемый материал. Физическая суть механизма гидроабразивной резки состоит в отрыве и уносе из полости реза частиц материала скоростным потоком твердофазных частиц. Устойчивость истечения и эффективность воздействия двухфазной струи (вода и абразив) обеспечиваются оптимальным выбором целого ряда параметров резки, включая давление и расход воды, а также расход и размер частиц абразивного материала.

## Достоинства гидроабразивной резки
- отсутствие термического воздействия на материал (температура в зоне реза 60-90ºС);
- отсутствие выгорания легирующих элементов в легированных сталях и сплавах;
- отсутствие оплавления и пригорания материала на кромках обработанных деталей и в прилегающей зоне;
- полная пожаро- и взрывобезопасность процесса;
- существенно меньшие потери материала;
- широкий спектр разрезаемых материалов и толщин (до 150—300 мм и более);
- высокая эффективность резки листовых материалов толщиной более 8 мм;
- возможность реза тонколистовых материалов в пакете из нескольких слоёв для повышения производительности, в том числе за счёт уменьшения холостых ходов режущей головки;
- экологическая чистота и полное отсутствие вредных газовыделений;
- высокое качество реза (шероховатость кромки Ra 1,6).

## Недостатки данной технологии
- Недостаточно высокая скорость реза тонколистовой стали;
- Ограниченный ресурс отдельных комплектующих и режущей головки;
- Высокая стоимость абразива (расходный материал);
- Коррозия металла.

## Разрезаемые материалы
При помощи гидроабразивной струи резать можно практически любые материалы:
- черные металлы и сплавы;
- труднообрабатываемые легированные стали и сплавы (в том числе жаропрочные и нержавеющие);
- цветные металлы и сплавы (медь, никель, алюминий, магний, титан и их сплавы);
- композиционные материалы;
- керамические материалы (гнейсогранит, плитка);
- природные и искусственные камни (гранит, мрамор и т. д.);
- стекло и композиционное стекло (триплекс, бронестекло, армированное стекло, стеклотекстолит и т. п.);
- пористые и прозрачные материалы;
- сотовые и сандвич-конструкции;
- бетон и железобетон.

Резка мягких материалов, таких как полиуретан, поролон и другие пеноматериалы, пластмассы, кожаные изделия, картон, ткани и т. п. осуществляется только струёй воды без добавления абразива.
Технология ГАР находит применение и в пищевой промышленности, - для резки и порционирования пищевых продуктов.

## Система гидроабразивной резки
Гидроабразивная резка осуществляется с помощью станков гидроабразивной резки.

### Принцип работы
Вода, сжатая одним из основных компонентов системы — насосом высокого давления (4000 бар или более), проходит через водяное сопло, образующее струю диаметром 0,2-0,35 мм, попадающую в смесительную камеру. В смесительной камере происходит смешивание воды с абразивом (гранитным песком) и далее она проходит через второе, твердосплавное или алмазное сопло с внутренним диаметром 0,6-1,2 мм. Из этого сопла струя воды с абразивом выходит со скоростью около 1000 м/сек и попадает на поверхность разрезаемого материала.

### Гидроабразивные станки в промышленности
- Гидроабразивные станки могут резать нержавеющую сталь до 200 мм толщиной. Для станка не имеет значения, насколько твёрд материал, цветной это металл или нет. Небольшой размер струи (примерно 1 мм) позволяет производить чётко очерченные углы с очень низким допуском.
- Гидроабразивные станки с высокой производительностью обрабатывают натуральный и искусственный камень.
- Гидроабразивные станки — одни из самых эффективных для резки стекла. Возможно разрезание как самого тонкого хрустального стекла, так и прочного пуленепробиваемого стекла с микронной точностью.
- Гидроабразивные станки часто применяются для производства прокладок.
- ГАР подходит для резки любых материалов: от каленой пружинной стали до таких цветных металлов, как латунь и медь, а также тонких графитовых композиционных материалов и таких мягких материалов, как резина и бумага.
- Гидроабразивный метод резки часто используется для серийного и мелкосерийного производства и изготовления опытных образцов.
- Гидроабразивный станок также применяется для резки пеноматериалов, резины, пластика, изоляционных материалов, ткани. Благодаря тонкой струе можно достигать плотного раскроя. Высокая производительность гидроабразива достигается при использовании оборудования с автоматической загрузкой/разгрузкой.

### Особенности конструкции
Рабочая ванна станка
- Несущие опоры станка выполнены из нержавеющей стали и имеют возможность простой замены в случае износа.
- Для поддержки обрабатываемого материала на несущие опоры устанавливаются быстросменные ребра, что позволяет максимально защитить несущие опоры от воздействия гидроабразивной струи.
- Для защиты рабочей зоны от шума и образующейся пыли, ванна станка оснащается системой быстрого подъёма/опускания воды, что позволяет выполнять обработку детали, полностью погружённой в воду.
- Вся пыль, образующаяся при обработке, остаётся в воде, а уровень шума при обработке снижается до 65 Дб.

Система перемещения
- Станок имеет консольную конструкцию с ременным приводом перемещения осей.
- Ременной привод прост в эксплуатации, легко заменяется при износе и наиболее приспособлен для работы на станках гидроабразивной резки, так как практически не боится попадания абразивного материала.
- Для повышения точности позиционирования на станок устанавливаются линейные индуктивные датчики, позволяющие добиться точности позиционирования ±0,025 мм.
- Перемещение осей выполняется по линейным направляющим, за счёт чего обеспечивается высокая точность позиционирования, плавность хода и скорость перемещения.

Насос высокого давления
- Наиболее важным узлом любой установки гидроабразивной резки является насос высокого давления.

Система ЧПУ
- На гидроабразивные станки устанавливается система ЧПУ.

Выносной пульт с маховичком
- При работе на любом станке очень удобным является использование маховичка и выносного пульта.
- Данные устройства позволяют выполнить привязку или настройку, максимально быстро и точно.

Бак для абразива
- Конструкция бака выполнена таким образом, что имеется возможность пополнения запасов абразива даже во время работы установки, что существенно экономит время.
- Бак оборудован соответствующими датчиками контроля уровня абразивного материала.

Система поддержания постоянного зазора
- Данная система представляет собой специальный контактный механизм, который при перемещении по листу позволяет поддерживать оптимальный зазор между фокусирующей трубкой и материалом, что способствует точности и качеству реза, а также позволяет не беспокоиться за опасность столкновения фокусирующей трубки с материалом.

Угловая голова
Угловая голова позволяет выполнять поворот режущей головки в двух плоскостях с максимальным углом наклона до 60 градусов, что позволяет выполнять обработку фасок, криволинейных поверхностей, компенсировать конусность при обработке. Угловая голова сконструирована таким образом, что при компенсации конусности или выполнении фаски по контуру, перемещение выполняется только по одной поворотной оси, что обеспечивает высокую точность обработки и постоянство угла. При выполнении обработки сложных поверхностей, станок имеет возможность работы сразу по 5-ти координатам.
Датчик сканирования материала
При обработке на станках гидроабразивной резки возникает проблема, связанная с неровностью обрабатываемого материала. Для решения данной задачи на станок может быть установлена лазерная или ультразвуковая система сканирования материала. Такая система выполняет сканирование материала до обработки с заданным интервалом, что позволяет поддерживать требуемый зазор во время обработки материала и обеспечивает максимальную точность обработки. При работе с маленькими деталями возможно сканирование только точек вреза.
Датчик контроля абразива
Датчик контроля подачи абразива выполняет проверку количества подаваемого абразивного материала во время обработки, что позволяет выполнять рез без постоянного присутствия оператора, что позволяет остановить обработку в случае попадания в режущую головку посторонних материалов, таких как остатки мешковины или посторонней фракции. Диапазон допустимых значений задаётся непосредственно со стойки оператора и может быть изменён даже в процессе обработки.
Устройство удаления абразива
На гидроабразивный станок может быть установлена система удаления отработанного абразива, состоящая из бак-отстойника и насоса. Отличительной особенностью данной системы является использование мембранного насоса, который максимально приспособлен для работы в агрессивных средах и прост в обслуживании. Для удобства работы бак для отработанного абразива имеет быстросъёмные разъёмы для подсоединения шлангов и приспособлен для транспортировки кран-балкой или погрузчиком.
Устройства загрузки металла
Гидроабразивные станки оснащаются различными системами загрузки материала. Наиболее распространены кран-балки с тельферами, оснащённые вакуумными или механическими захватами; пневматические и гидравлические подъёмники с регулируемыми рычагами, поддерживающими материал в наиболее важных участках.